# Институт гуманитарных исследований КБНЦ РАН
Институт гуманитарных исследований (ИГИ) КБНЦ РАН — российская научная организация в Нальчике, Кабардино-Балкария, основанная в 1926 году и действующая в составе Кабардино-Балкарского научного центра РАН.

## История
6 января 1926 года решением президиума Центрального исполнительного комитета Кабардино-Балкарской автономной области был образован Кабардино-Балкарский научно-исследовательский институт «в целях привлечения научных сил в Кабарду и Балкарию для научного изучения и исследования естественных богатств и производительных сил области — экономики, истории, археологии и этнологии, в целях содействия и подготовки научных работников по краеведению, а также для распространения научно проверенных сведений о Кабарде и Балкарии среди широких масс населения»
В 1926 году начали работать кабардинский и балкарский терминологические комитеты. К 1928 году были опубликованы три тома трудов по общественно-историческому и экономическому исследованию региона. Пионерами научной деятельности в НИИ были Т. Мулаев, Н. Цагов, Т. А. Шеретлоков и И. Абаев.
Во время Второй мировой войны НИИ прекращал деятельность в связи с немецкой оккупацией Нальчика, возобновил её в 1943 году. В 1946—1959 годах в НИИ регулярно проводились научные сессии. В послевоенный период в НИИ вышли фундаментальные издания «История Кабарды» (1957), «Очерки истории балкарского народа» (1961) и двухтомная «История Кабардино-Балкарской АССР» (1967).
После распада СССР стало возможно налаживание связей с адыгами, карачаевцами и балкарцами, живущими за рубежом. В 1990 и 1994 годах НИИ организовал комплексные экспедиции историков, фольклористов и языковедов в Турцию, Сирию и Иорданию, по результатам которых вышла книга «Адыгская и карачаево-балкарская зарубежная диаспора: история и культура» (2000).
В 2015 году было принято решение о присоединении НИИ к Кабардино-Балкарскому научному центру РАН. Учёный совет НИИ дал согласие на присоединение в статусе филиала, но руководство Федерального агентства научных организаций (ФАНО) приняло решение о присоединении в статусе обособленного подразделения. Сотрудники института выступили против этого, опасаясь, что такая реорганизация приведёт к «превращению уникального института в крохотное подразделение КБНЦ с мизерным штатом и бюджетом».

## Названия
- 1926—1971: Кабардино-Балкарский научно-исследовательский институт (КБНИИ, в период депортации балкарцев — Кабардинский научно-исследовательский институт, КНИИ)
- 1971—1976: Кабардино-Балкарский научно-исследовательский институт истории, языка, литературы и экономики
- 1976—1997: Кабардино-Балкарский институт истории, филологии и экономики
- 1997—2012: Институт гуманитарных исследований правительства КБР и КБНЦ РАН (ИГИ правительства КБР и КБНЦ РАН)
- 2014—2015: Кабардино-Балкарский институт гуманитарных исследований (КБИГИ)
- 2012—2014 и 2015—н. в.: Институт гуманитарных исследований КБНЦ РАН (ИГИ КБНЦ РАН)

## Директора
- 1926—1932: Владимир Афанасьевич Рюмин
- 1932—1933: Касым Жантемирович Батыров
- 1933—1934: Джансох Мурзабекович Налоев
- 1934—1937: Абдул Каншаович Пшеноков
- 1938—1939: Алим Пшемахович Кешоков
- 1943—1943: Мухамед Исмаилович Цагов
- 1943—1944: Аскер Макарович Аппаев
- 1944—1944: Бица Труевна Сасикова
- 1945—1945: Адальби Асхадович Дадов
- 1946—1951: Аслан Тирович Бичоев
- 1951—1953: Хажсет Машевич Сабанчиев
- 1953—1958: Камбулат Наврузович Керефов
- 1958—1967: Хажумар Гидович Берикетов
- 1967—1973: Владимир Калиметович Тлостанов
- 1973—1988: Ханафи Исхакович Хутуев
- 1988—1997: Рашад Хусейнович Гугов
- 1997—2007: Хасан Мухтарович Думанов
- 2007—2014: Барасби Хачимович Бгажноков
- 2014—н. в.: Касболат Фицевич Дзамихов

## Описание
По состоянию на 2016 год в НИИ работало 102 сотрудника, из них 81 научный сотрудник, 21 доктор и 51 кандидат наук. Ими были написаны более 900 книг, включая 525 монографий. Совокупный индекс Хирша НИИ составлял 29. В число сотрудников института входит профессор Хангери Ильясович Баков.
С конца 1940-х годов НИИ выпускает «Учёные записки», сборники статей по истории Кабарды и Балкарии, «Вестник КБНИИ», «Исторический вестник» и другие издания.

## Избранная библиография
- «История Кабардино-Балкарской АССР» в 2-х томах (М., 1967);
- «Археологические исследования на новостройках Кабардино-Балкарии» в 3-х томах (Нальчик, 1984, 1985, 1987);
- «Новое и традиционное в культуре и быте кабардинцев и балкарцев» (Нальчик, 1986);
- «Народные песни и инструментальные наигрыши адыгов» в 3-х томах и 4-х книгах (Нальчик, 1980—1990);
- «Нарты. Героический эпос балкарцев и карачаевцев» (М., 1995);
- «Толковый словарь современного карачаево-балкарского языка» в 3-х томах (Нальчик, 1996, 2002, 2005);
- «Толковый словарь современного кабардино-черкесского языка» (М., 1999);
- «Кабардино-черкесский язык» в 2-х томах (Нальчик, 2006);
- «Очерки истории балкарской литературы» (Нальчик, 2010);
- «Нарты: адыгский эпос». Т. 1 (Нальчик, 2012);
- «История адыгской (кабардино-черкесской) литературы». Т. 1-2 (Нальчик, 2010 — Т. 1; 2013 Т. 2);
- «История многовекового содружества» (Нальчик, 2007);
- «Книга Памяти». Т. 1-4 (Нальчик, 2014—2015);
- «Адыгские песни времен Кавказской войны» (Нальчик, 2014);
- «Антология народной музыки балкарцев и карачаевцев» (Нальчик, 2015);
- «Музыкальный фольклор черкесов (адыгов): инструментальная музыка» (Нальчик, 2015).

## Награды
- Орден «Знак Почёта» (1976) — За заслуги в области исторической науки и филологии, а также в подготовке научно-педагогических кадров[10]